# BMW Brilliance
BMW Brilliance (officiellement BMW Brilliance Automotive Ltd.) est une entreprise de fabrication automobile basé à Shenyang, en Chine et une coentreprise entre BMW et Brilliance. Son activité principale est la production, la distribution et la vente de voitures de tourisme BMW en Chine continentale.

## Histoire
Le 27 mars 2003 BMW et Brilliance Auto sont convenus de former une coentreprise afin de produire des voitures BMW pour le marché chinois, avec BMW détenant une participation de 50%, Brilliance Auto 40,5% et le gouvernement municipal de Shenyang 9,5 %. BMW et Brilliance ont accepté d'investir les premiers 450 millions d'€ (483 millions de $US) dans l'entreprise. La première BMW fabriquée en Chine, une BMW 325, a été vendue en octobre 2003.
En avril 2009 BMW Brilliance a annoncé qu'elle allait construire une deuxième usine d'assemblage automobile en Chine. La construction de l'usine a commencé à Shenyang en juin 2010, avec un coût prévu de 73,53 millions de $US et une capacité de production de 100 000 unités. Cette même production commença en mai 2012.
En janvier 2011, BMW Brilliance a annoncé qu'elle allait commencer la production chinoise d'une série de cinq voitures hybrides électriques BMW plus tard dans l'année. De cette union naîtra Zinoro.

## Produits
BMW Brilliance produit actuellement les véhicules suivants :
- BMW Série 1 (F52) (1,5 litre et 2,0 litre)
- BMW Série 2 Active Tourer (F45) (1,5 litre et 2,0 litre)
- BMW Série 3 (G20/21) (1,6 litre, 2,0 litre et 3,0 litre)
- BMW Série 5 (G38) (version 2,0 litres, 3,0 litres et hybride)
- BMW X1 (F49) (version 1,5 litre, 2,0 litres et hybride)
- BMW X2 (F39)
- BMW X3 (G08) (2,0 litres et iX3)

## Anciens produits
- BMW Série 3 (E46) (2,0 litres et 2,5 litres) (2004)
- BMW Série 3 (E90) (2,0 litres et 2,5 litres) (2005-2012)
- BMW Série 3 (F30/35) (1,6 litre, 2,0 litres et 3,0 litres) (2013-2019)
- BMW Série 5 (E60) (2,2 litres à 3,0 litres) (2004-2010)
- BMW Série 5 (F18) (2,0 litres et 3,0 litres) (2011-2017)

## Galerie

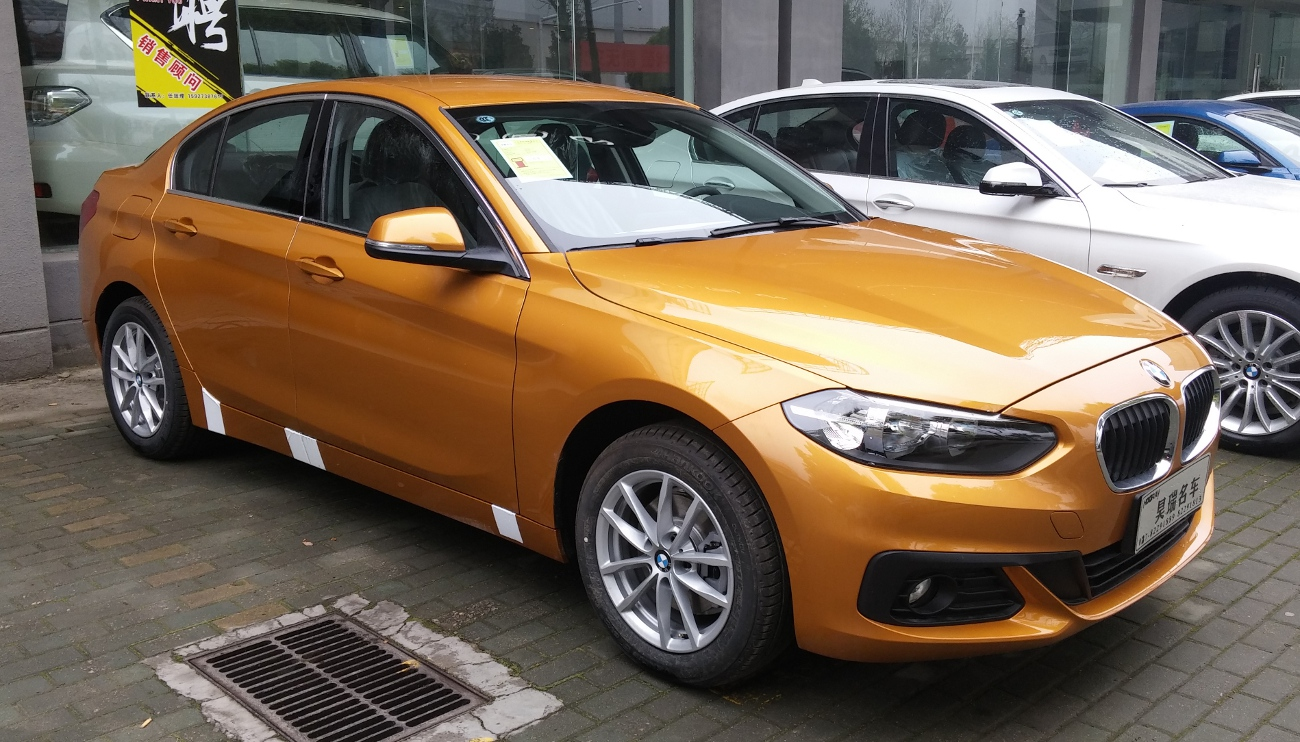
BMW Brilliance 1-Series F52
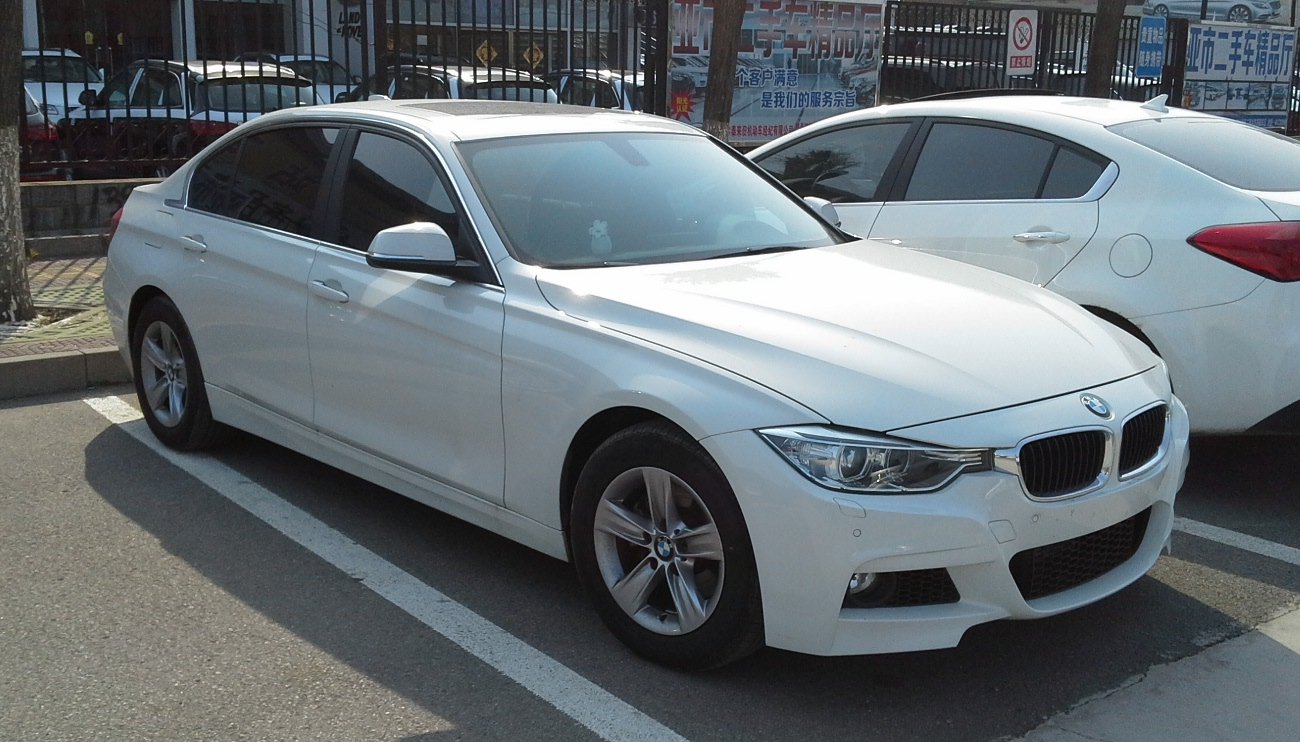
BMW Brilliance 3-Series F35 Li
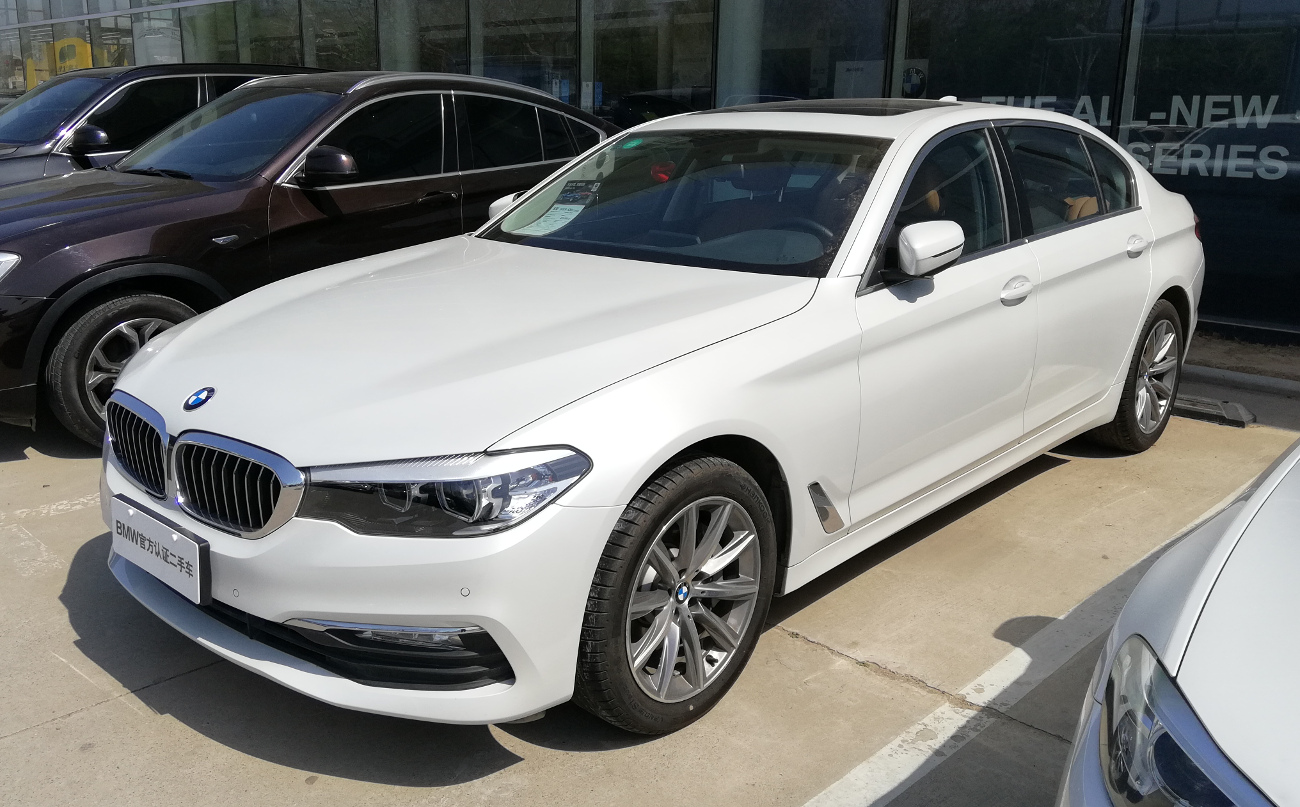
BMW Brilliance 5-Series G38 Li
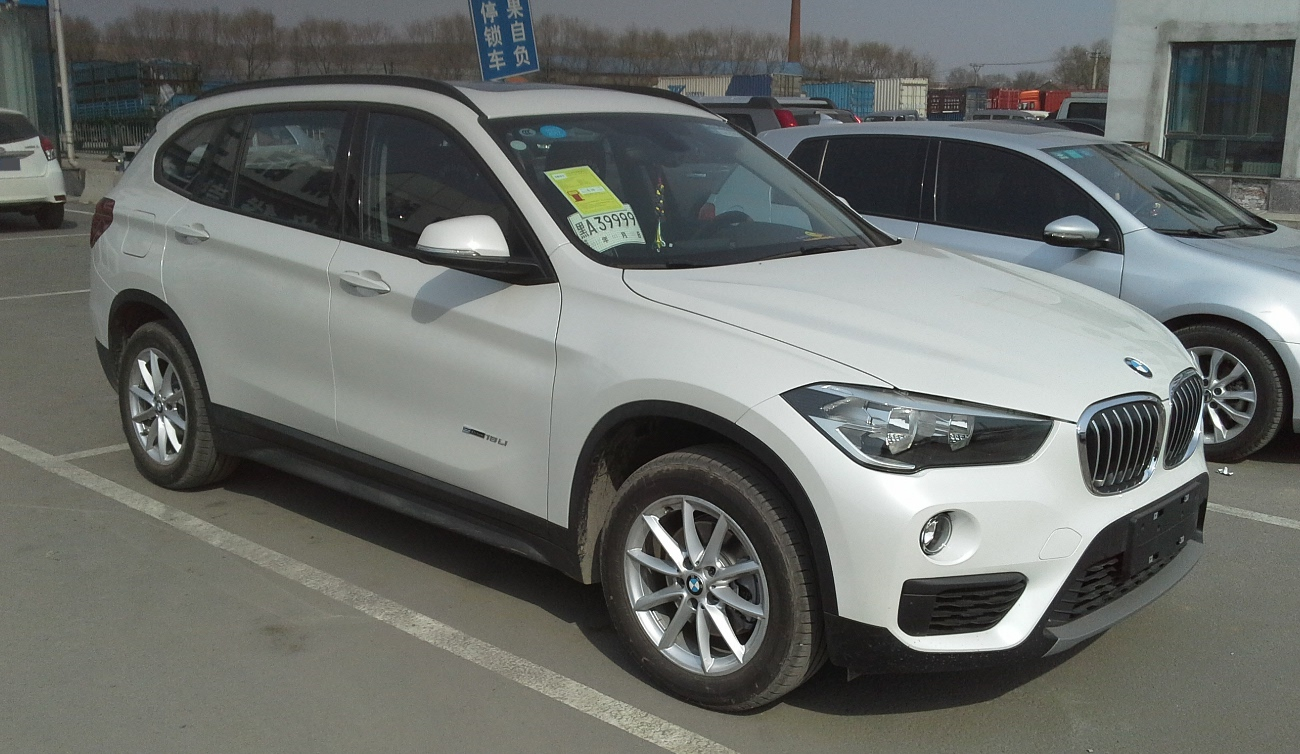
BMW Brilliance X1-Series F49 Li
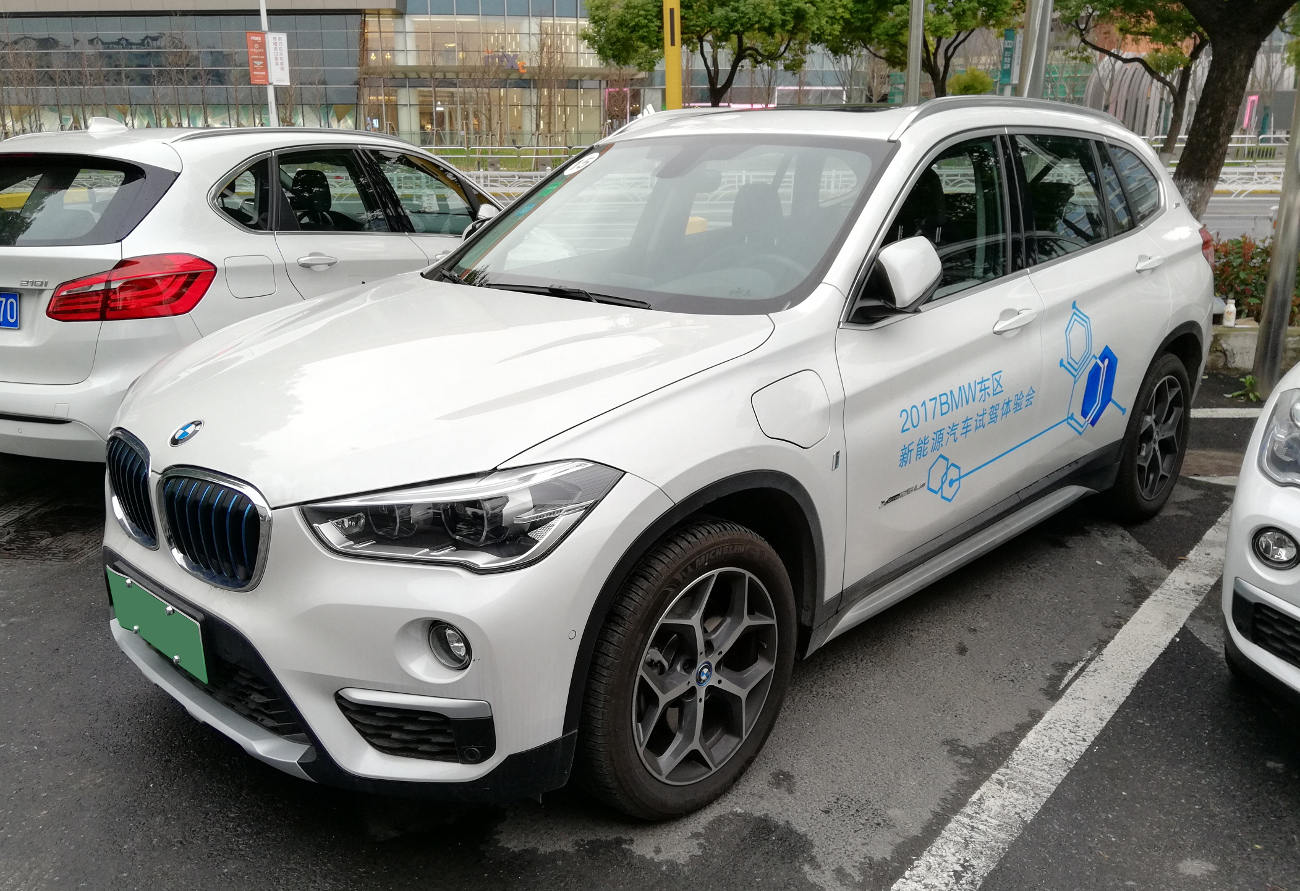
BMW Brilliance X1-Series F49 Le

### Véhicules Zinoro
Zinoro est une marque de véhicules sous BMW Brilliance spécialisée dans les véhicules électriques.

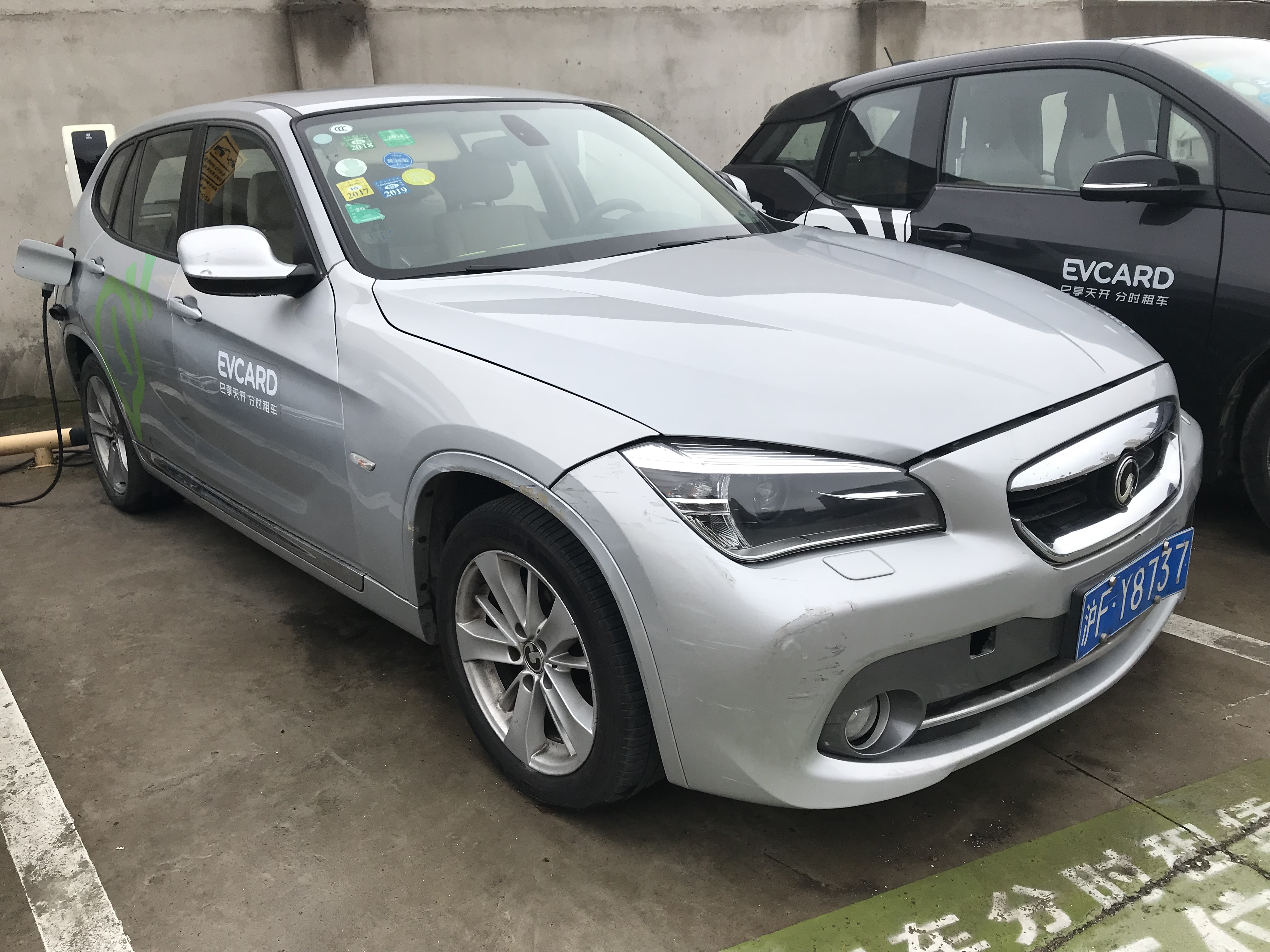
Zinoro 1E
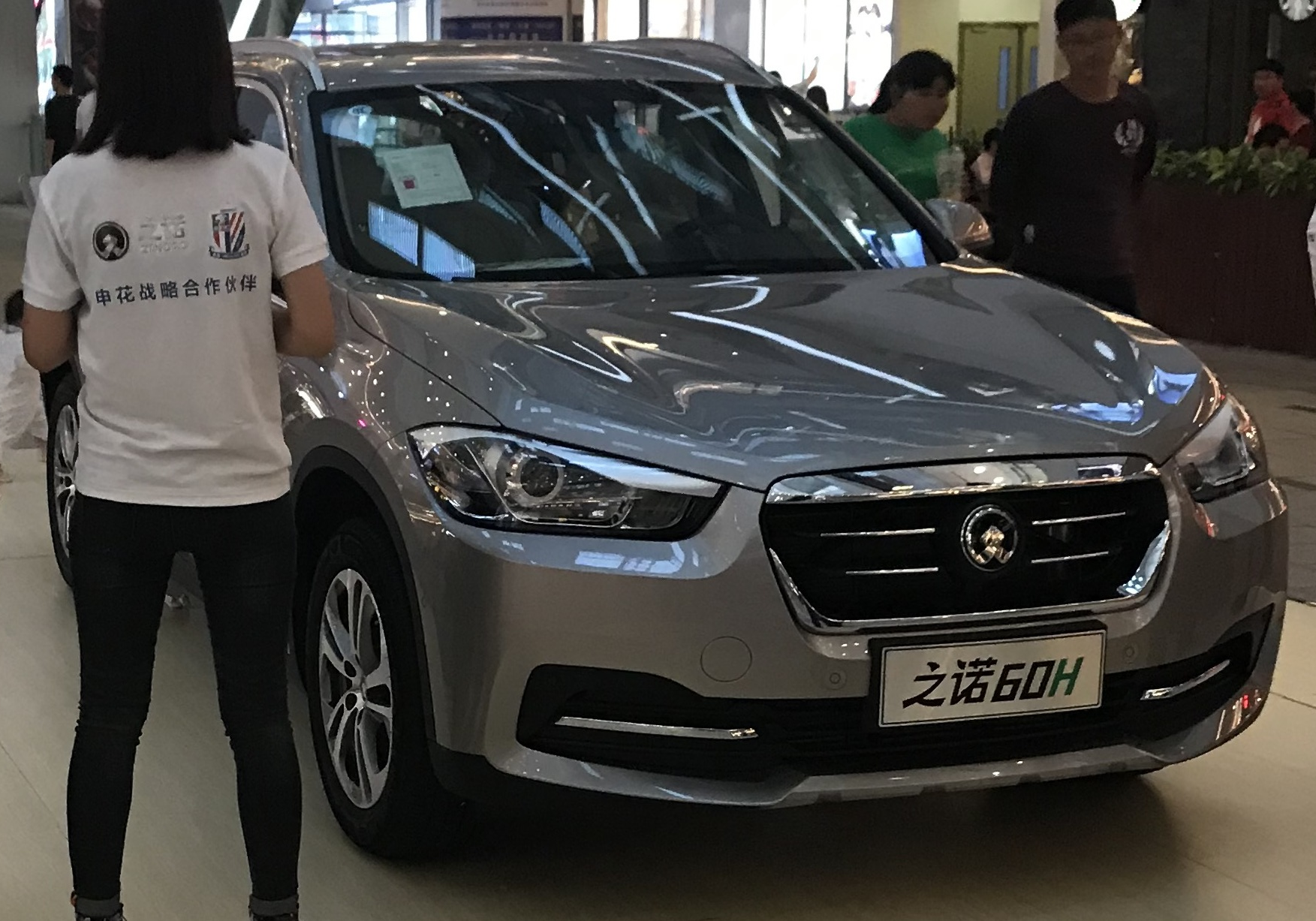
Zinoro 60H
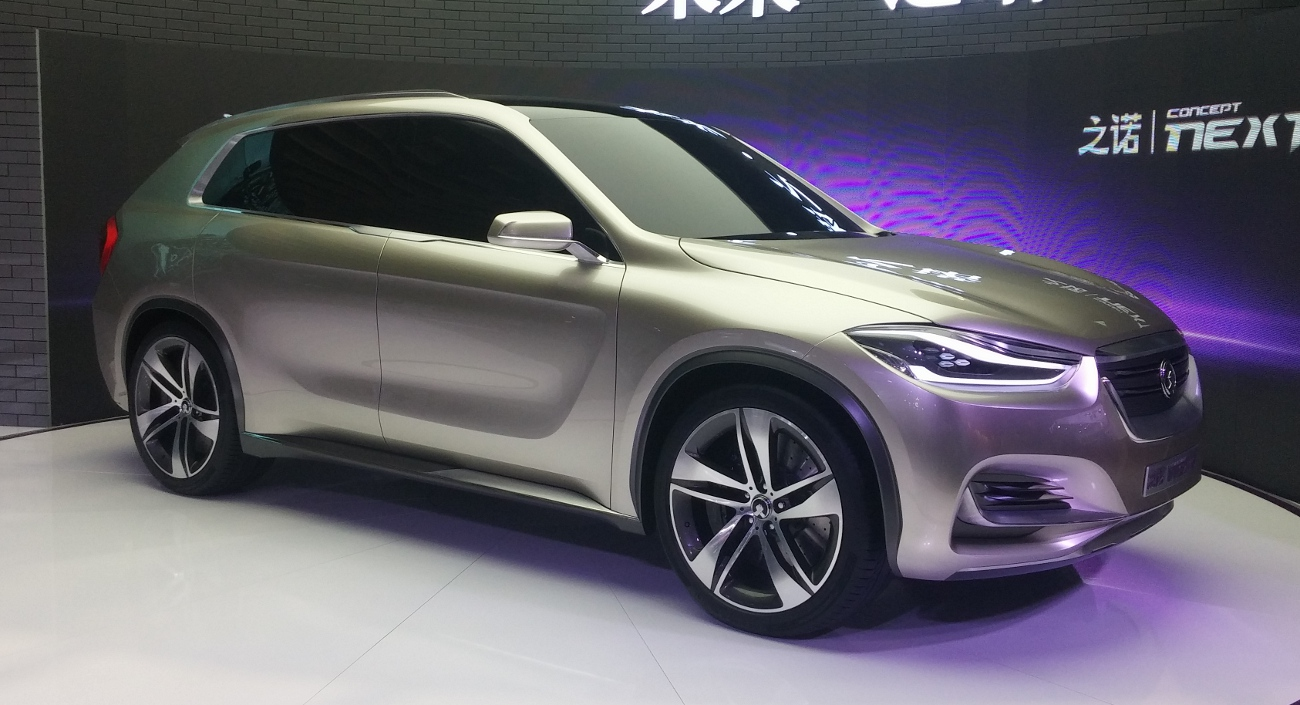
Zinoro Concept Next

- Zinoro 1E
- Zinoro 60H
- Zinoro Concept Next

## Sales
| Année civile | Ventes totales (véhicules produits en Chine) |
| ------------ | -------------------------------------------- |
| 2005         | N/A                                          |
| 2006         | 22,500                                       |
| 2007         | 30,600                                       |
| 2008         | N/A                                          |
| 2009         | 44,888                                       |
| 2010         | N/A                                          |
| 2011         | 108,189                                      |
| 2012         | N/A                                          |

## References
1. ↑  (en-US) « BMW Brilliance launches new factory construction », sur electrive.com, 2 avril 2020 (consulté le 15 septembre 2021).
2. 1 2  « BMW Brilliance sales rise by 36 per cent in China », The Economic Times,‎ 27 janvier 2008 (lire en ligne, consulté le 24 février 2013)
3. ↑  « Brilliance sells 22,000 BMW cars in Jan-Apr, up 77.3% », Gasgoo,‎ 28 mai 2010 (lire en ligne, consulté le 24 février 2013)
4. ↑  « Brilliance Auto's net profit grows over 24% in 2011, thanks to increase in BMW sales », Gasgoo,‎ 30 mars 2012 (lire en ligne, consulté le 24 février 2013)